# Euagathis novaguineensis
Euagathis novaguineensis är en stekelart som beskrevs av Szepligeti 1900. Euagathis novaguineensis ingår i släktet Euagathis och familjen bracksteklar. Inga underarter finns listade i Catalogue of Life.